# Gudauta
Gudauta (abcaz:Гəдоуҭа, Gwdowtha, geórgio:გუდაუთა, russo:Гудаута) é uma cidade na Abecásia. Situa-se no Mar Negro, 37 km a noroeste de Sucumi. Já foi a base da Força Aérea Soviética.
Gudauta era um centro da resistência separatista da Abecásia ao governo georgiano durante o Conflito da Abecásia em 1992-1993 .
O Aeródromo de Bombora, fora dos limites urbanos da cidade, foi casa das Forças Airborne da era soviética, mais tarde redesignado o décimo Regimento Independente da Airborne para manter a paz. A base sempre foi um factor significativo no conflito abcázio. O partido da Geórgia e muitos observantes ocidentais independentes reclamaram que a base de Gudauta providenciava apoio militar principal aos rebeldes abcazes durante a guerra de 1992-1993. Em Setembro de 1995, a Geórgia teve de legitimizarregistos de propriedade russos de três bases, entre elas a de Gudauta.
Numa conferência da Organização para a Segurança e Cooperação na Europa, em Istambul, em 1999, a Rússia concordou em desactivar a sua base em Gudauta e em retirar tropas e equipamento. De qualquer das maneiras, as autoridades abcazes bloquearam visitas para inspecções da OSCE e ainda não há data marcada para a retirada da base. A Geórgia ainda alega que é oferecido apoio militar à Abecásia.
A Base de Gudauta permanece um dos maiores problemas nas complicadas relações Rússia-Geórgia.